# 에델만
에델만(Edelman)은 미국의 PR컨설팅 회사이다. 해당 기업은 주로 기업·공공기관 홍보, 위기, 명성관리 와 같은 PR 커뮤니케이션을 주로 시행하고 있다.

## 관련 사건
미국 뉴욕시는 9.11테러 수습 과정에서 도시 이미지를 좋게 개선해야 할 필요가 있었다. 따라서, 뉴욕시는 해당 회사를 PR 담당 회사로 선정하였다. 이후 뉴욕시는 해당 기업을 통해 2012년 올림픽 유치와 같은 PR 커뮤니케이션을 진행하였다.